# Лингвистическая реконструкция
Лингвистическая реконструкция — воссоздание исчезнувших языковых форм, состояний, явлений на основе их позднейших отражений, именуемых рефлексами. Существует два вида реконструкции:
- Внутренняя реконструкция использует данные одного языка для построения гипотез о прототипе этого языка, то есть она основана на данных только этого языка.
- Внешняя реконструкция устанавливает признаки предка двух или более родственных языков, принадлежащих к одной языковой семье, с помощью сравнительного метода. Язык, реконструированный таким образом, часто называют протоязыком или праязыком (общим предком всех языков в данной семье); примеры: Праиндоевропейский, Прадравидский, Праафразийский.

Тексты, обсуждающие лингвистическую реконструкцию, обычно обозначают восстановленные формы астериском (*), чтобы отличить их от подтверждённых форм.
Подтвержденное слово, из которого восстанавливается корень в праязыке, называется рефлексом. В более общем смысле рефлекс есть известная производная более ранней формы, которая может быть засвидетельствована или восстановлена. Рефлексы двух или более языков, взятые из одного и того же источника, называются когнатами.

## Методы
Языки, которые, как считается, возникли от общего праязыка, должны соответствовать определённым критериям, чтобы их можно было сгруппировать: этот процесс называется подгруппировкой. Поскольку этот процесс основан исключительно на лингвистике, то необходимо проанализировать рукописи и другую историческую документацию. Однако допущение о том, что границы языкознания всегда совпадают с границами культуры и этнической принадлежности, не должно приниматься. Одной из причин является то, что сгруппированные языки обычно служат примером общих инноваций. Это означает, что языки должны показывать общие изменения, сделанные на протяжении всей истории. Кроме того, большинство сгруппированных языков имеют общую сохранность. Вместо того, чтобы делать изменения некоторые функции остались одинаковыми на обоих языках.
Поскольку лингвистика, как и в других научных областях, стремится отразить простоту, важным принципом в процессе лингвистической реконструкции является создание как можно меньшего числа фонем, соответствующих имеющимся данным. Этот принцип снова отражается при выборе качества звука фонем, поскольку предпочтителен тот, который приводит к наименьшему количеству изменений (по отношению к данным).